# Cournon-d'Auvergne
Cournon-d'Auvergne é uma comuna francesa na região administrativa de Auvérnia-Ródano-Alpes, no departamento Puy-de-Dôme. Estende-se por uma área de 18,58 km². Em 2010 a comuna tinha 20 526 habitantes (densidade: 1 104,7 hab./km²).031 hab/km².